# ميشيل رو
ميشيل رو (بالفرنسية: Michel Roux)‏ هو ممثل فرنسي، ولد في 22 يوليو 1929 بكولومب في فرنسا، وتوفي في 2 فبراير 2007 بباريس في فرنسا.

## وصلات خارجية
- ميشيل رو على موقع IMDb (الإنجليزية)
- ميشيل رو على موقع ألو سيني (الفرنسية)
- ميشيل رو على موقع ميوزك برينز (الإنجليزية)
- ميشيل رو على موقع ميوزك برينز (الإنجليزية)
- ميشيل رو على موقع أول موفي (الإنجليزية)
- ميشيل رو على موقع قاعدة بيانات الأفلام السويدية (السويدية)
- ميشيل رو على موقع أول ميوزيك (الإنجليزية)
- ميشيل رو على موقع قاعدة بيانات الفيلم (الإنجليزية)
- ميشيل رو على موقع كينوبويسك (الروسية)